# Приліпка Олексій Васильович
Приліпка Олексій Васильович (9 березня 1944 — 21 серпня 2024) — доктор економічних наук, професор, академік технологічних наук, член НП; ДП "Науково-дослідний виробничий агрокомбінат «Пуща-Водиця», генеральний директор; депутат Київської облради (з квітня 2006). Автор 28 наукових праць, в тому числі 7 посібників для вищих навчальних закладів та спеціалістів підприємств.

## Життєпис
Народився 9 березня 1944 (с. Богодухівка, Чорнобаївський район, Черкаська область), батько Василь Данилович і мати Галина Андріївна — колгоспники.

### Освіта
- Українська сільськогосподарська академія — вчений агроном — 1971 р.;
- Вища партійна школа ЦК КПУ — політолог — 1983 р.

Березень 2006 — кандидат в народні депутати від Блоку Литвина, № 126 в списку. На час виборів: генеральний директор ДП НДВ Агрокомбінат «Пуща — Водиця», член НП.
- З 1961 — токар колгоспу ім. Петровського Чорнобаївського району, на заводі «Важмаш» (Маріуполь).
- 1963—1966 — служба в армії.
- 1966—1971 — студент Української сільськогосподарської академії.

З 1971 — начальник Переяслав-Хмельницької районної станції захисту рослин, головний агроном управління сільського господарства Переяслав-Хмельницького райвиконкому,1974-90 — в Переяслав-Хмельницькому МК КПУ, Київ. ОК КПУ, Києво-Святошинському РК КПУ.
З 1990 — голова Києво-Святошинського райвиконкому. 08.1991-92 — заступник Голови Державного комітету України з соціального розвитку села. 04.1992-03.94 — Представник Президента України в Києво-Святошинському районі. З 1994 — генеральний директор, Агрокомбінат «Пуща-Водиця» (з 04.2002 — ДП "Науково-дослідний виробничий агрокомбінат «Пуща-Водиця»), Київщина.
2008–2010 — на батьківщині, в селі Богодухівка, спорудив Церкву Святого Олексія.
Був одружений, виховував двох синів.
Помер 21 серпня 2024 року.

## Нагороди
- Звання Герой України з врученням ордена Держави (13 листопада 2002) — за визначні особисті заслуги перед Українською державою у розвитку сільського господарства, впровадження сучасних форм господарювання[2]
- Орден князя Ярослава Мудрого V ст. (6 березня 2009) — за визначний особистий внесок у розвиток агропромислового виробництва, впровадження прогресивних технологій та передових форм господарювання, багаторічну самовіддану працю[3]
- Орден «За заслуги» III ст. (26 лютого 2001) — за вагомий особистий внесок у соціально економічний та культурний розвиток Київської області, значні трудові досягнення[4]
- Заслужений працівник сільського господарства України (31 жовтня 1997) — за вагомий особистий внесок у розвиток сільськогосподарського виробництва, багаторічну сумлінну працю[5]
- Державна премія України в галузі науки і техніки 2005 року — за розробку наукових основ промислового грибівництва та їх практичну реалізацію в аграрному комплексі України (у складі колективу)[6]
- Медаль «За трудову доблесть» (1976).
- Медаль «Ветеран праці» (1983).
- Почесна грамота КМ України (26 червня 1999, 14 жовтня 2004).

- Орденська відзнака «За трудові досягнення» IV ст. Міжнародного Академічного Рейтингу (2002).
- Міжнародна нагорода «Золотий Меркурій» (Оксфорд) (2003).
- Золота медаль Асоціації сприяння промисловості (Франція) (2004).
- Орден Святого Миколи Чудотворця III ст. (2005).
- Почесна відзнака Української Православної Церкви (2006).
- Подяка Верховної Ради України за вагомий особистий внесок у розвиток агропромислового виробництва (2007).
- Орден «Нестора Літописця» (2006).
- Золота медаль «Європейська якість» (Оксфорд) (2006).
- Диплом і почесна нагорода «Лицар Вітчизни»(2006).
- Лауреат рейтингу «Лідер агропромислового комплексу» (2007).
- Почесне звання «Професор міжнародного Віденського університету» (2008).
- Лауреат премії Української академії аграрних наук «За видатні досягнення в аграрній науці» (2008).
- Орден Михайла Ломоносова за великий науковий і практичний вклад в справу розвитку грибівництва і тепличного господарства на сільськогосподарських підприємствах Російської Федерації і України (2008).
- Подяка Прем'єр-міністра України (2009).
- Орден Української Православної Церкви Рівноапостольного Князя Володимира (2010).